# Laurence Leboucher
Laurence Leboucher (Alençon, 22 de febrero de 1972) es una deportista francesa que compitió en ciclismo, en las modalidades de montaña (campo a través) y ciclocrós.
Ganó tres medallas en el Campeonato Mundial de Ciclismo de Montaña entre los años 1998 y 2008, y seis medallas en el Campeonato Europeo de Ciclismo de Montaña entre los años 1998 y 2008.
Además, obtuvo cinco medallas en el Campeonato Mundial de Ciclocrós entre los años 2002 y 2008, y una medalla de bronce en el Campeonato Europeo de Ciclocrós de 2004.

## Medallero internacional
| Campeonato Mundial | Campeonato Mundial        | Campeonato Mundial | Campeonato Mundial         |
| Año                | Lugar                     | Medalla            | Competición                |
| ------------------ | ------------------------- | ------------------ | -------------------------- |
| 1998               | Mont-Sainte-Anne (Canadá) | Medalla de oro     | Campo a través             |
| 2002               | Kaprun (Austria)          | Medalla de plata   | Campo a través por relevos |
| 2008               | Val di Sole (Italia)      | Medalla de oro     | Campo a través por relevos |
| Campeonato Europeo |                           |                    |                            |
| Año                | Lugar                     | Medalla            | Competición                |
| 1998               | Aywaille (Bélgica)        | Medalla de oro     | Campo a través             |
| 2000               | Rhenen (Países Bajos)     | Medalla de oro     | Campo a través             |
| 2001               | St. Wendel (Alemania)     | Medalla de oro     | Campo a través             |
| 2002               | Zúrich (Suiza)            | Medalla de oro     | Campo a través por relevos |
| 2002               | Zúrich (Suiza)            | Medalla de plata   | Campo a través             |
| 2008               | St. Wendel (Alemania)     | Medalla de oro     | Campo a través por relevos |

| Campeonato Mundial | Campeonato Mundial      | Campeonato Mundial | Campeonato Mundial |
| Año                | Lugar                   | Medalla            | Competición        |
| ------------------ | ----------------------- | ------------------ | ------------------ |
| 2002               | Zolder (Bélgica)        | Medalla de oro     | Individual         |
| 2003               | Monopoli (Italia)       | Medalla de bronce  | Individual         |
| 2004               | Pontchâteau (Francia)   | Medalla de oro     | Individual         |
| 2007               | Hooglede-Gits (Bélgica) | Medalla de bronce  | Individual         |
| 2008               | Treviso (Italia)        | Medalla de bronce  | Individual         |
| Campeonato Europeo |                         |                    |                    |
| Año                | Lugar                   | Medalla            | Competición        |
| 2004               | Vossem (Bélgica)        | Medalla de bronce  | Individual         |